# Деренда, Нуша
Нуша Деренда (словен. Nuša Derenda), урождённая Анушка Жнидершич (словен. Anuška Žnideršič, родилась 30 марта 1969 года в Брежице) — словенская певица, участница конкурса песни «Евровидение-2001» от Словении (заняла 7-е место).

## Биография

### Ранние годы
Родители Нуши заметили у неё талант к пению, когда ей было 2 с половиной года. Она выступала как сольно, так и в составе хора, училась играть на аккордеоне. После окончания школы выступала в небольшой группе. Изначально она хотела стать воспитателем в детском саду, на которого и училась, продолжая совмещать учёбу с гастрольной деятельностью. В 1990 году коллектив распался, однако её коллега и будущий муж Френк Дерендо организовал новую группу. Нуша успела выступить с гастролями по Югославии, ФРГ и Швейцарии. С 1998 года работала с группой Happy Hour.

### Музыкальная карьера
В 1999 году записала свой первый альбом «Vzemi me veter» (словен. Возьми меня, ветер), с одноимённой песней выиграла в ноябре 1998 года конкурс Orion. В 1999 году получила приз лучшей исполнительнице на конкурсе Словенской популярной песни; в том же году на фестивале «Мелодии моря и солнца» завоевала 2-й приз с песней «Boginja» (словен. Богиня, авторы песни — Урша и Матьяж Влашич, Боштьян Грабнар). Эта же команда авторов написала для неё песню «Čez dvajset let» (словен. Через двадцать лет), с которой она выиграла конкурс Orion в 2000 году, и песню «Ne kliči me» (словен. Не зови меня), с которой Нуша снова получила 2-й приз за лучшее исполнение. В ноябре 2000 года выиграла первый фестиваль HIT с песней «Ni mi žal» (словен. Мне не жаль), а в декабре выпустила одноимённый альбом, второй по счёту.
В 2001 году Нуша выиграла национальный отбор на Евровидение с песней «Ne, ni res» (на конкурсе звучала её англоязычная версия «Energy»). На конкурсе в Копенгагене заняла 7-е место (90 баллов), которое в 1995 году занимала Дарья Швайгер (Нуша набрала 90 баллов против 84 у Дарьи). Достижение Нуши является лучшим для Словении на конкурсах. В том же году она выступила на фестивале «Золотой олень» в румынском Брашове и получила специальный приз от министерства культуры за лучшее исполнение песни на румынском, а также дала концерт в Кёльне на вечеринке Eurosong Fan Club Party. В октябре 2001 года она выступила на хорватском Zadarfest, удостоившись второго приза от жюри и приза за лучший текст песни; получила приз наиболее популярной исполнительницы по версии читателей журнала Stop, а также премию «Золотой петух» за песню «Ni mi žal». Была кандидатом на премию женщины 2001 года в Словении.
В 2002 году она выиграла конкурс Словенской популярной песни с композицией «Pesek v oči» (словен. Пыль в глаза), а в начале декабря 2002 года выпустила свой третий альбом «Na štiri oči» (словен. В четыре глаза). В 2003 году на третьем фестивале HIT одержала победу с песней «V ogenj zdaj obleci me» (словен. Облачи меня в огонь), получив приз от профессионального жюри за лучшую музыку и лучший текст. В апреле 2004 года выпустила сборник Največji uspehi 1998/2003 с лучшими песнями прошлых альбомов, а 5 сентября стала ведущей конкурса «Словенской популярной песни 2004». Также с 6 по 12 сентября 2004 года она участвовала в конкурсе песни Megahit среди стран Средиземноморья, выступив с песней «Devil» и заняв 3-е место с 91 баллом.

### Семья
В 1995 году вышла замуж за Френка Дерендо (словен. Frenk Derendo, р. 17 августа 1962). Старший сын — Матевж (род. 30 марта 1996 года), футболист, музыкант (группа Soulution) и радиоведущий; младший сын — Гашпер (род. 2 марта 1998 года), гандболист.

## Выступления на словенских фестивалях

### EMA
- 1998[англ.]: Usliši me, nebo (Matija Oražem — Damjana Hussu Kenda — Matija Oražem) — отказалась от выступления, поскольку ждала ребёнка
- 1999: Nekaj lepega je v meni (Matija Oražem — Damjana Hussu Kenda — Matija Oražem) — 9-е место
- 2001[англ.]: Ne, ni res (Matjaž Vlašič — Urša Vlašič — Matjaž Vlašič, Boštjan Grabnar) — 1-е место
- 2003: Prvič in zadnjič (Matjaž Vlašič — Urša Vlašič — Matjaž Vlašič, Boštjan Grabnar) — 2-е место
- 2005: Noe, Noe (Matjaž Vlašič — Urša Vlašič — Matjaž Vlašič, Boštjan Grabnar) — 4-е место
- 2010: Sanjajva (Neisha — Neisha — Neisha, Dejan Radičević) — 9-е место
- 2016[англ.]: Tip Top (Andraž Gliha, Žiga Pirnat — Žiga Pirnat — Žiga Pirnat)

### Фестиваль словенской популярной песни[словен.]
- 1999: Vzemi me veter — победительница голосования жюри; 2-й приз за лучшее исполнение; 12-е место по версии телезрителей
- 2000: Čez dvajset let — 2-й приз за лучшее исполнение; 3-е место по версии телезрителей
- 2002: Pesek v oči — победительница голосования зрителей (1-е место по версии зрителей); приз зрительских симпатий
- 2012: Naj nama sodi le nebo — гран-при конкурса (с Марко Возелем[словен.], 1-е место по версии зрителей)
- 2014: Noč čudežna — 4-е место по версии телезрителей
- 2016: Grafit — 2-е место по версии телезрителей

## Дискография

### Альбомы
- 1999: Vzemi me veter
- 2000: Ni mi žal
- 2001: Festivali
- 2002: Na štiri oči
- 2004: Največje uspešnice (1998—2003)
- 2005: Nuša za otroke
- 2008: Prestiž
- 2013: Za stare čase

### Синглы
- 1998: Usliši me nebo
- 1999: Nekaj lepega je v meni, Vzemi me veter
- 2000: Ne kliči me, Čez dvajset let
- 2001: Ne, ni res, Energy, Ako moj je grijeh
- 2002: Pesek v oči
- 2003: Prvič in zadnjič
- 2004: Devil, V dobrem in v zlu
- 2005: Noe, Noe
- 2008: Danes vračam se, Za Slovenijo živim
- 2010: Sanjajva, Kada zvijezda padne z neba, Edina
- 2011: Duša moje duše, Kakor ptica, kakor pesem, Nepremagljivi, Zavrtel si me
- 2012: Ja u sebe vjerujem, Za stare čase, Naj nama sodi le nebo, Za nobeno ceno, Ona ve, Svako ima nekog (koga više nema)
- 2014: Blues in vino, Noč čudežna
- 2015: Mi smo s teboj, Dobro se imej
- 2016: Grafit, Tip Top, Beat in ti